# دفة

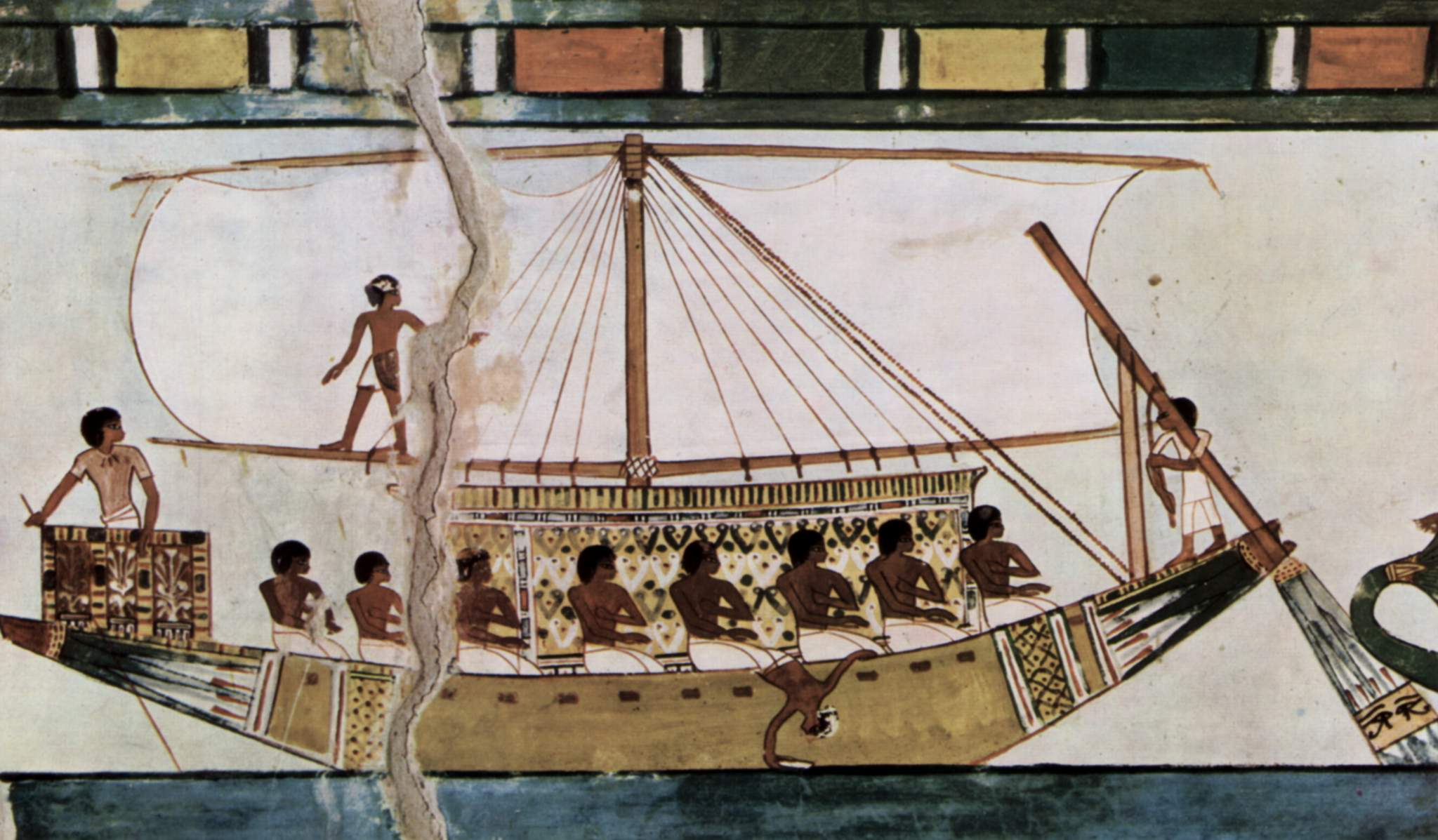
دفة التوجيه بمؤخرة سفينة فرعونية مصورة بأحد المعابد 1422-1411 ق.م

الدفة أو سُكَّان أو خَدْف (بالإنجليزية: Rudder)‏ هي أداة تستخدم لإدارة السفن والمراكب والغواصات والطوافات أو أي وسيلة نقل أخرى تتحرك خلال الموائع كالماء والهواء. بالطائرات الدفة تستخدم بالأساس لتعاكس الانحراف ولكنه ليس أداة أساسية لتحريك الطائرة. الدفة تعمل بواسطة إعادة توجيه الموائع المارة خلال جسم الطائرة أو هيكل السفينة، وهكذا تحول أو تنحرف حركة وسيلة النقل. وبصورة مبسطة، الدفة هي قطعة أو صفيحة من مادة خام مسطحة ومتصلة بالمركب بفصالات بمؤخرة السفينة أو بالذيل. الدفة تكون محددة الشكل لتخفف من ضغط إيروديناميكية الهواء أو ضغط ديناميكا الموائع. بالمراكب البسيطة يكون ذراع المقود بأعلى الدفة لكي يتمكن الربان من تحريكها كما يشاء. أما بالسفن الضخمة فتستخدم القضبان وحبال السحب والهيدروليك يكون مرتبطا ما بين المقود والدفة. أما بالطائرات فالدواسات هي التي تتحكم بالدفة خلال توصيلات ميكانيكية.

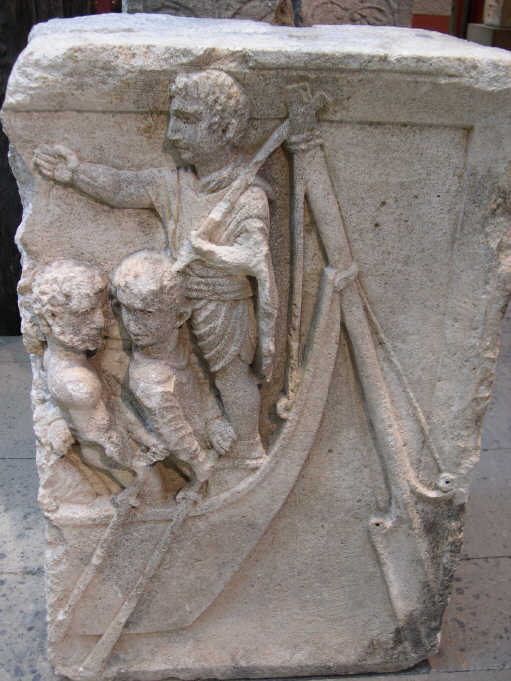
صورة رومانية للقرن الأول ميلادي وتظهر المجداف أو الدفة الذي توضع بالمؤخرة وتتحكم بالقارب. القطعة موجودة بمتحف بكولونيا

## السُّكَّان في اللغة
السُّكَّانُ: ما تسكَّنُ به السفينةُ وتمنَعُ من الحركةِ والاضطرابِ، وتُعدَّلُ في سيرِها.

## تاريخ الدفة

### التاريخ المبكر
بدأ وضع المجاديف على جوانب السفن منذ بدايات الألف الثالثة قبل الميلاد في بلاد فارس بما اكتشف من صور ونماذج خشبية وحتى بقايا قوارب. أحد الأمثلة المبكرة على وضع المجداف بالمؤخرة وقد اكتشفت بأحد القبور الفراعنة، كما بالصورة فوق وكانت حوالي 1422-1411 قبل الميلاد. وقد أصبح المجداف الذي يوضع بالمؤخرة (الدفة) مألوفا بالملاحة النهرية عند الرومان كما ثبت من الرسوم المتوفرة بعد ذلك أكثر من ألف عام.

### الصين
أحد أقدم الرسوم المعروفة للدفة الموضوعة بالمؤخرة يمكن أن ترى على بعد 2 قدم من ضريح على بقايا الفخار الصيني مؤرخة بالقرن الأول ميلادي خلال حكم أسرة هان (202ق.م - 220 ب.م) في كوانجو جراء حفريات قام بها متحف مقاطعة جواندنج وأكاديمية سينيكا التايوانية عام 1958 الدفات الصينية لاتكون مدعمة بفصالات ومسمار كما هو معمول به بالغرب، ولكنها تكون متصلة بالهيكل بفك ومقبض، في حين ان الأكبر حجما تكون معلقة من فوق بنظام حبل البكرة لذلك يمكنهم رفعها وتنزيلها بالماء، وقد وجدت الكثير من البقايا الفخارية اشكال دفات مخرمة لتسهيل التحكم، وقد اعتمد كابتكار بالغرب عام 1901 لتسهيل المناورة للطوربيدات.

## دفة الطائرة

دفة الطائرة Rudder وتاثير حركتها على الطائرة

بالطائرة يطلق على الدفة مسمى سطح أو جسم التوجيه (control surface) بالإضافة إلى المصَعد والجنيح، الدفة يكون متصل بزعنفة الذيل أو مايسمى بالتوازن العمودي مما يمكن الطيار من عمل انحراف للطائرة بالمحور العمودي، بمعنى تغيير الإتجاه الأفقي إلى حيث ما تتجه مقدمة الطائرة ويكون اتجاه الدفة. اتجاه الدفة يتأثر مع تغيير اتجاه الدواسات للطيار.
بالمنحى الطبيعي فإن الدفة والجنيح يستخدمان معا لتغيير مسار الطائرة، الجنيح يفعَِل الدوران والدفة تفعَِل الانحراف، وتلك تعوض مايسمى معاكس الانحراف (adverse yaw). معاكس الانحراف يمكن معرفته بسهولة إذا أبسط نوع من الجنيحات يستخدم وحده للميلان. عامل احتكاك الانحراف على الطائرة يعطي اتجاه معاكس للوجهة المطلوبة، لذا نرى أن الدفة وحدها سوف تميل الطائرة التقليدية ثابتة الجناح بدرجة أبطئ بكثير فيما لو عمل معها الجنيح بنفس الوقت. الطائرات الحديثة خاصة طائرات الركاب تستخدم الدفة والجنيح معا لإنتاج ميلان أو انحراف بنفس الوقت، حيث المحور الطولي سيكون وفقا لقوس الميلان فلا انزلاق للأسفل (تحت الدفة) ولا للأعلى (فوق الدفة). تحريك الغير سليم للدفة بالسرعة المنخفضة يمكن أن يسبب بالهبوط السريع وهو خطر جدا بالارتفاعات المنخفضة.
أحيانا يشغل الطيار الدفة والجنيح باتجاهين متعاكسين لبعض وذلك عند حصول رياح متعاكسة مع الطائرة وتطلق على تلك المناورة الانزلاق الأمامي. حتى يتمكن من تخطي تلك الرياح المتعاكسة معه ويبقي اتجاه الطائرة متوازي مع مدرج الهبوط، أو للهبوط السريع وذلك بزيادة الاحتكاك مع الهواء وربما كليهما.